# Condado de Coímbra
El condado de Coímbra fue una entidad política 
que incluía las tierras de Coímbra, Viseo, Lamego y Feira.
Surgió dentro del reino de Asturias después de la reconquista de esta región por Hermenegildo Gutiérrez en 878, quien durante las siguientes cuatro décadas fue el responsable de su repoblación. Hermenegildo y sus sucesores gobernaron estas tierras pero, aunque ostentaron el título condal, no fueron explícitamente condes de Coímbra. El primero llamado conde de Coímbra fue Gonzalo Muñoz. 
Aunque fue conquistada por los moros de Almanzor en 987, la ciudad fue definitivamente segura para los cristianos en 1064, tras la conquista de Fernando I de León, con la provincia como unidad autónoma desaparecida en 1093, y se integró en el condado Portucalense cuando fue restaurado en 1096.
Pero, sus habitantes mozárabes continuaron diferenciándose de los del norte del país a lo largo de todo el reinado del primer rey de Portugal, Alfonso Henriques.

## Lista de los condes de Coímbra

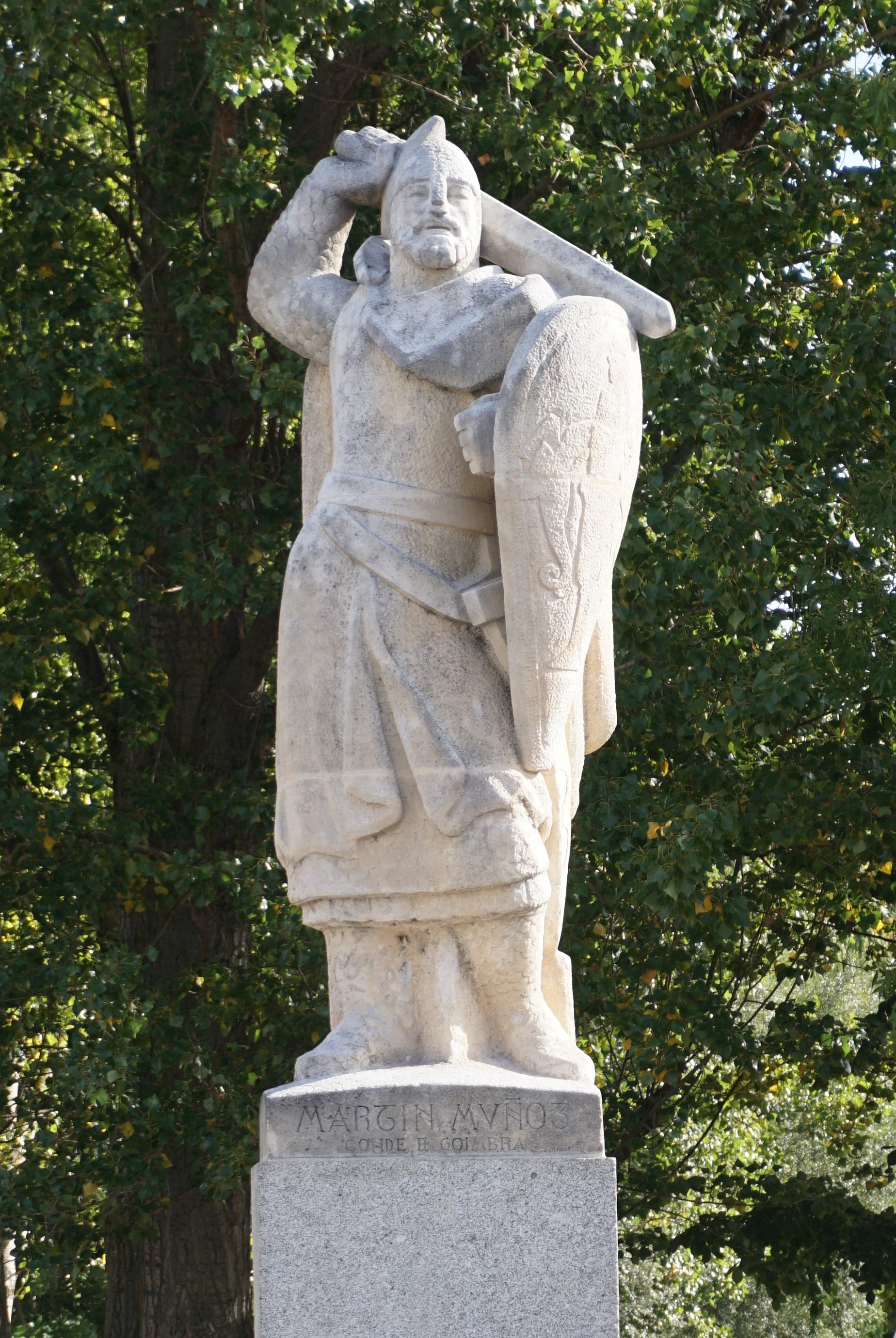
Martín Muñoz, último conde de Coímbra, hasta la integración en el Condado Portucalense.

### Condes de los cristianos de Coímbra
Hay controversia acerca de la historicidad de esta línea de condes, y también acerca de su genealogía.
- Flavio Sizibuto o Sisebuto de Coímbra, (682 - 734), conde de los cristianos de Coímbra.
- Flavio Ataúlfo además de Conde de Coímbra, también tenía el gobierno de los cristianos en el territorio de Coímbra.
- Flavio Alarico o Atanarico de Coímbra (732 - 805), conde de los cristianos de Coímbra.
- Flavio Teodosio, Teudo o Teodosio de Coímbra (790 -?), Conde de los cristianos de Coímbra (c. 757 - hasta después del 805).
- Teodorico, heredero del condado de su padre.

### Tenentes de Coímbra que ostentaron el título condal
- Hermenegildo Gutiérrez (n. c. 842, después de 875/878-después de 919/920), reconquistador y repoblador de Coímbra y Dux Bellorum,[2] hijo de Gutierre.
- Arias Menéndez (920-924), hijo de Hermenegildo y hermano del posterior.[2]
- Gutierre Menéndez (924-934), hijo de Hermenegildo y hermano del anterior.
- Munio Gutiérrez (934-959), hijo del anterior.[2]

Primera creación
- Gonzalo Muñoz (959-981), hijo del anterior.[2]
- Munio González (983-990), hijo del anterior.

Segunda creación
- Sisnando Davídiz (1064/1075-1091), gobernó Coímbra pero nunca se intituló conde y casi siempre figura como alvazil.
- Martín Muñoz (1091-1093), yerno del anterior.